# ایکاور
ایکاور (انگلیسی: Ecover) شرکت لوازم بهداشتی بلژیکی است، که در سال ۱۹۷۹ تأسیس شد.